# Opkomstdrempel
De opkomstdrempel of deelnamequorum is het procentueel aantal deelnemers aan verkiezingen of referenda voordat deze geldig kunnen verklaard worden. 
Het invoeren van een opkomstdrempel is afhankelijk van beslissingen van de politieke machthebbers van ofwel een staat, een regio, een stad of een gemeente. Zij stellen de regels op die bijvoorbeeld bepalen wat het percentage van opgekomen kiesgerechtigden dient te zijn eer de verkiezingen als geldig kunnen worden verklaard. Sommige democratische organisaties bestempelen een opkomstdrempel echter als ondemocratisch, omdat zij ervan uitgaan dat mensen die niet gaan stemmen hun mandaat vrijwillig doorgeven aan de meerderheid.
Er bestaan twee vormen van de opkomstdrempel:
- Een opkomstdrempel waar een bepaald aantal kiesgerechtigden een stem moet uitgebracht hebben.
- Een opkomstdrempel waar een bepaald aantal kiesgerechtigden het voorstel moet hebben goedgekeurd. (enkel referenda)

In het geval van de geldigheidsdrempel bij een stemming in een vergadering, met name in een parlement, spreekt men van een quorum.